# Chan Wai Ho
Chan Wai Ho (chiń. trad. 陳偉豪; pinyin Chén Wěiháo; ur. 24 kwietnia 1982 w Kwun Tongu, w Hongkongu) – piłkarz z Hongkongu grający na pozycji środkowego obrońcy lub defensywnego pomocnika. Od 2017 roku jest zawodnikiem klubu Dreams FC.

## Kariera klubowa
Swoją karierę piłkarską Chan rozpoczął w klubie Hong Kong Rangers. W 1998 roku zadebiutował w jego barwach w First Division z Hongkongu. W sezonie 1999/2000 występował w klubie Yee Hope, a w 2000 roku wrócił do Hong Kong Rangers i grał w nim do końca sezonu 2005/2006.
W 2006 roku Chan przeszedł do klubu South China AA. Wraz z South China wywalczył cztery tytuły mistrza Hongkongu w sezonach 2006/2007, 2007/2008, 2008/2009 i 2009/2010. Zdobył też dwa Puchary Hongkongu w sezonach 2001/2002, 2006/2007 i 2010/2011, Hong Kong Senior Challenge Shield w sezonach 2006/2007 i 2009/2010 oraz Puchar Ligi Hongkongu w sezonach 2007/2008 i 2010/2011. Jesienią 2010 roku był wypożyczony do Fourway Rangers. W 2017 przeszedł do Dreams FC.
| Sezon   | Klub              | Kraj     | Rozgrywki      | Mecze | Bramki |
| ------- | ----------------- | -------- | -------------- | ----- | ------ |
| 1998/99 | Hong Kong Rangers | Hongkong | First Division | ?     | ?      |
| 1999/00 | Yee Hope          | Hongkong | First Division | ?     | ?      |
| 2000/01 | Hong Kong Rangers | Hongkong | First Division | 29    | 2      |
| 2001/02 | Hong Kong Rangers | Hongkong | First Division | 19    | 0      |
| 2002/03 | Hong Kong Rangers | Hongkong | First Division | 22    | 1      |
| 2003/04 | Hong Kong Rangers | Hongkong | First Division | 15    | 2      |
| 2004/05 | Hong Kong Rangers | Hongkong | First Division | 17    | 2      |
| 2005/06 | Hong Kong Rangers | Hongkong | First Division | 17    | 1      |
| 2006/07 | Hong Kong Rangers | Hongkong | First Division | 21    | 1      |
| 2006/07 | South China AA    | Hongkong | First Division | 4     | 0      |
| 2007/08 | South China AA    | Hongkong | First Division | 21    | 2      |
| 2008/09 | South China AA    | Hongkong | First Division | 16    | 2      |
| 2009/10 | South China AA    | Hongkong | First Division | 16    | 0      |
| 2010/11 | Fourway Rangers   | Hongkong | First Division | 9     | 3      |
| 2010/11 | South China AA    | Hongkong | First Division | 4     | 0      |
| 2011/12 | South China AA    | Hongkong | First Division | 14    | 1      |
| 2012/13 | South China AA    | Hongkong | First Division | 11    | 1      |
| 2013/14 | South China AA    | Hongkong | First Division | 10    | 0      |
| 2014/15 | South China AA    | Hongkong | Premier League | 14    | 2      |
| 2015/16 | South China AA    | Hongkong | Premier League | 7     | 0      |
| 2016/17 | South China AA    | Hongkong | Premier League | 14    | 0      |
| 2017/18 | Dreams FC         | Hongkong | Premier League | 13    | 2      |

## Kariera reprezentacyjna
W reprezentacji Hongkongu Chan zadebiutował 12 listopada 2000 roku w zremisowanym 1:1 towarzyskim meczu ze Zjednoczonymi Emiratami Arabskimi. W swojej karierze grał m.in. na Igrzyskach azjatyckich 2002, Igrzyskach wschodnioazjatyckich 2005, Igrzyskach wschodnioazjatyckich 2009 (zdobył na nich złoty medal) i Igrzyskach azjatyckich 2010.